# Скорцени, Отто
О́тто Скорце́ни (нем. Otto Skorzeny, 12 июня 1908, Вена, Австро-Венгрия — 6 июля 1975, Мадрид, Испания) — немецкий диверсант австрийского происхождения, оберштурмбаннфюрер СС, получивший широкую известность в годы Второй мировой войны своими успешными спецоперациями. Самая известная операция Скорцени — освобождение из заключения свергнутого Бенито Муссолини.

## Биография
Отто Скорцени родился 12 июня 1908 года в Вене в семье инженера. Его семья имела польские корни (фамилия — результат прочтения по немецким правилам польской фамилии Скоженый, происходящей из деревни Скоженцин (Skorzęcin), ныне в Великопольском воеводстве).
Отто Скорцени был высокого роста (190 см), из-за чего впоследствии его не взяли добровольцем в Люфтваффе. Учился в Венской Высшей технической школе в 1920-е годы. На его счету 15 студенческих дуэлей на шпагах. Шрам на его левой щеке — результат ранения, полученного во время одного из таких поединков. Член «Академического легиона».
Близко познакомился с Кальтенбруннером, который рекомендовал его в НСДАП в 1931 году (партбилет № 1083671) и вскоре после этого вступил в СА. В 1934 году вступил в 89-й штандарт СС, (№ 29579), который начал нацистский путч в Вене. В этих организациях он с самого начала проявил свои лидерские качества.
В 1938 году, во время аншлюса Австрии нацистской Германией, арестовал президента Австрии Вильгельма Микласа и канцлера Шушнига.
10 ноября 1938 года Скорцени участвовал в «Хрустальной ночи», после которой стал владельцем роскошной виллы, хозяин которой, еврей, бесследно исчез, а ряд предприятий, принадлежащих евреям, после ариизации присоединил к фирме своего тестя.

## Во Второй мировой войне

### Участие в войне

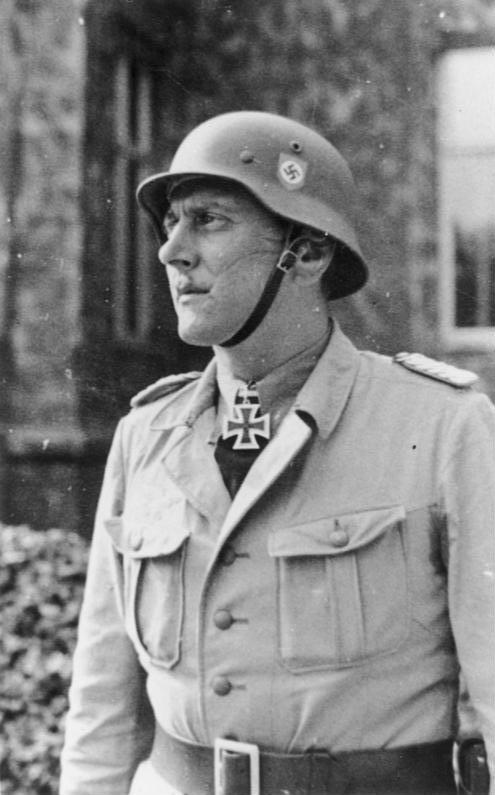

С началом Второй мировой войны Скорцени, работавший инженером-строителем, попытался пойти служить добровольцем в люфтваффе, однако не был принят, поскольку достиг тридцатилетнего возраста. Тогда Скорцени поступил в войска СС.
В декабре 1939 года Скорцени зачислили военным инженером в запасной батальон лейбштандарта СС «Адольф Гитлер».
В качестве офицера артиллерийского полка дивизии СС «Рейх», отвечавшего за автомобильную технику, Скорцени принимал участие во французской кампании, захвате Югославии, а затем и в боях 1941 года на территории Советского Союза. В августе 1941 заболел дизентерией, отправлен в госпиталь, там ему был вручён Железный крест 2 класса. В декабре 1941 года, когда началось контрнаступление Красной Армии под Москвой, Скорцени весьма удачно, как он вспоминал в своих мемуарах, «свалил жестокий приступ воспаления жёлчного пузыря». Он был отправлен на лечение в родную Вену. На этом фронтовая карьера Скорцени благополучно для него завершилась.
Пролечившись до весны 1942 года в Вене, Скорцени не вернулся на фронт, а очутился в запасном полку в Берлине. После полугода необременительной (по словам Скорцени — просто скучной) службы в столице рейха, он, по собственному утверждению, попросился на курсы офицеров танковых войск. Однако танкистом он так и не стал.

### Диверсант Рейха

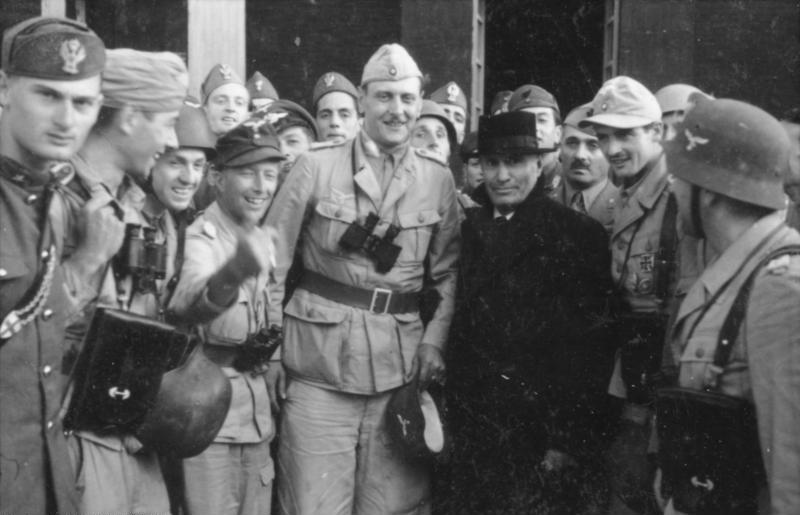
Отто Скорцени с освобождённым Бенито Муссолини; 12 сентября 1943

Оправившись после болезни жёлчного пузыря, Отто Скорцени в апреле 1943 года, к тому времени уже в звании гауптштурмфюрера СС (аналог армейского капитана), был рекомендован на место руководителя создаваемых частей особого назначения СС для проведения разведывательно-диверсионных операций в тылу противника (Особые курсы «Ораниенбург»).
В июле 1943 года он возглавил операцию по освобождению итальянского диктатора Бенито Муссолини, после свержения находившегося в заключении. Решение поручить Скорцени руководство операцией принял лично Адольф Гитлер, выбравший его из шести кандидатур.

#### Операция «Дуб»
Почти два месяца ушло на выяснение местоположения Муссолини. 12 сентября 1943 года началась операция «Дуб», в ходе которой группа немецких парашютистов-десантников во главе со Скорцени высадилась в горном районе Гран-Сассо области Абруццо и атаковала отель «Кампо Императоре», где находился в заключении Муссолини. Диктатор Италии был освобождён без единого выстрела (итальянцы не стали сопротивляться) и доставлен в Мюнхен.
Успех этой операции принёс Отто Скорцени мировую славу (после публикаций об этом в американской прессе в 1960-е годы) и очередную награду — Рыцарский крест. За операцию по своему освобождению Муссолини пообещал Скорцени орден «Ста мушкетёров», но награждения так и не было.

#### Операция «Длинный прыжок»
Отто Скорцени, тогда уже оберштурмбанфюрер, начальник секретной службы СС в VI отделе Главного управления имперской безопасности, разработал тайную операцию под кодовым наименованием «Длинный прыжок», целью которой было убийство во время Тегеранской конференции руководителей стран антигитлеровской коалиции — Сталина, Черчилля, Рузвельта. Предусматривалась также возможность выкрасть их в Тегеране, проникнув в посольство Великобритании со стороны армянского кладбища, на котором начинался родник (позже, в 1966 году он подтвердил, что имел такое поручение). Однако операции не суждено было сбыться, так как о планах немецкой разведки стало известно советскому разведчику Николаю Кузнецову: на основании его данных группа разведчика Геворка Вартаняна раскрыла немецкую резидентуру в Иране и арестовала немецких связистов, которые должны были подготовить плацдарм для высадки немецких диверсионных сил.

#### Покушение на Гитлера
20 июля 1944 года в день покушения на жизнь Гитлера, организованного группой высших офицеров вермахта, Скорцени находился в Берлине. Он принял участие в подавлении мятежа и в течение 36 часов, вплоть до восстановления связи со ставкой фюрера, контролировал штаб армии резерва сухопутных войск, начальник которого (полковник фон Штауффенберг) был в числе заговорщиков.

#### Операция «Панцерфауст»
Осенью 1944 года Отто Скорцени был направлен в Венгрию. В его задачу входило помешать сепаратным переговорам о мире, которые вёл с Советским Союзом регент Венгрии Миклош Хорти. 15 октября в рамках операции «Фаустпатрон» в Будапеште был похищен сын регента. Под угрозой лишения сына жизни Хорти отрёкся и передал власть прогерманскому правительству Ференца Салаши. Венгрия продолжила участие в войне на стороне Германии вплоть до полного разгрома советскими войсками в апреле 1945 года.

#### Операция «Гриф»
В декабре 1944 года по поручению Гитлера Скорцени был назначен ответственным за операцию «Гриф», которая началась 16 декабря 1944 года. Немецкие войска начали Арденнскую операцию на западном фронте, целью которой был разгром англо-американских войск в Бельгии и Голландии. Поддержать наступление в Бельгии должна была секретная операция под кодовым названием «Гриф». Её целями были захват одного или нескольких мостов через реку Маас, создание беспорядка в американских тылах. В этой операции задействовали англоговорящих диверсантов, переодетых в форму армии США, перемещающихся на американской военной технике. Для большей паники в тылах англо-американских войск до членов диверсионных групп была доведена ложная информация о целях операции. В частности, упоминалось про убийство Верховного Главнокомандующего войсками союзных сил антигитлеровской коалиции Дуайта Эйзенхауэра и других высших офицеров англо-американских войск.

#### Зима 1945. Бои за Померанию
В январе-феврале 1945 года Отто Скорцени в звании оберштурмбаннфюрера командовал частями регулярной армии в оборонительных боях. Его группа из истребительных батальонов «Центр», «Норд-Вест» и 600-го парашютного батальона СС, закрепилась в городе Шведт-на-Одере, где к ним присоединился 3-й моторизованный батальон. За участие в обороне Франкфурта-на-Одере Гитлер наградил его одним из высших военных знаков отличия Третьего рейха — Рыцарским крестом с дубовыми листьями.
В последние дни войны вместе с Кальтенбруннером укрывался в «Альпийской крепости» в районе Радштадта-Зальцбурга, где получил от него должность начальника военного управления РСХА.

## Награды
- Рыцарский крест Железного креста с дубовыми листьями (9 апреля 1945 года)[10][11][12].
- Рыцарский крест Железного креста (16 сентября 1943 года)[10][11][12]..
- Немецкий крест в золоте[11][12].
- Железный крест I класса[10][11][12].
- Железный крест II класса (26 августа 1941 года)[10][11][12].
- Медаль «За зимнюю кампанию на Востоке 1941/42»[11].
- Золотой знак лётчика с платиновыми орлом и свастикой, украшенными бриллиантами[10][11][12].
- Нагрудный штурмовой пехотный знак[11].
- Орден Ста Мушкетёров (Италия)[11][12].[13]
- Имперский спортивный знак в серебре[12].
- Австрийский академический спортивный знак в бронзе[12].

## После Второй мировой войны
15 мая 1945 года Скорцени арестовали, его личность была быстро установлена. Он содержался в лагере Оберурзель под усиленной охраной. Пять дней Скорцени провёл в одной камере с Кальтенбруннером. Выступал на Нюрнбергском процессе свидетелем защиты Фрица Заукеля.
Сотрудничал с американской разведкой. Благодаря этому на судебном процессе в августе 1947 был оправдан и завербован американцами под кличкой «Эйбл». Находясь в Нoйштадте-на-Лане, дал полные показания о немецких спецслужбах. Затем находился в денацификационном лагере для интернированных в Дармштадте. В июле 1948 года при содействии американцев бежал в США, где занимался подготовкой агентов-парашютистов.
Затем возвратился во Францию, в Париж. В 1950 году после возникшего скандала бежал в ФРГ, так как с февраля 1948 года был внесён в списки Комиссии ООН по расследованию военных преступлений, которая завела на Скорцени специальное дело. В нём говорилось, что обвиняемый Скорцени в апреле 1945 года участвовал в карательной операции против жителей деревни Плоштина, когда карателями было убито 27 человек. В Западной Германии под именем Рольф Штайнер начал публиковать свои мемуары. В 1951 перебрался в Италию, а затем поселился во франкистской Испании с паспортом, дарованным ему лично Франко на имя Пабло Лерно и отметкой о его довоенной профессии — инженер. В 1951 году он был объявлен немецким правительством «entnazifiziert» — денацифицированным, его фамилия была вычеркнута из списков лиц, разыскиваемых полицией ФРГ. После данной декларации он мог быть интернирован в Германию либо в Австрию, в том случае, если бы он признал свои убеждения, равно как и убеждения своих бывших вождей, ошибочными.
Скорцени провёл часть своей жизни в Ирландии (ориент. 1959—1969 годы), где купил Мартинстон Хаус (англ. Martinstown House) — 200-акровую ферму в графстве Килдэр.
В 1961 году контактировал с OASовцами, генералом Гарди и полковником Годаром, накануне Алжирского мятежа.
Журналисты Дан Равив и Йосси Мелман со ссылкой на высокопоставленного израильского разведчика Рафи Эйтана пишут, что Скорцени в 1962 году был завербован «Моссадом». По заданию «Моссада» в сентябре того же года Скорцени убил учёного-ракетостроителя Хайнца Круга, который работал над ракетной программой для египетского правительства. Скорцени также посылал бомбы по почте на заводы, где работали немецкие инженеры в Египте. В результате взрывов погибло пять человек.
Находясь под защитой Франко, Отто Скорцени был ключевой фигурой в операциях по спасению от преследования бывших членов СС (организация ODESSA). Согласно публикациям испанской газеты El Mundo, Отто Скорцени также был организатором одной из крупнейших баз ODESSA в Испании. В 1970 году Скорцени основал группу «Паладин» — неофашистскую организацию, собравшую под своё крыло бывших членов OAS (фр. Organisation de l'armée secrète), SAC (фр. Service d'Action Civique) и прочих подобных организаций, составив из членов этих собраний ядро антикоммунистической борьбы.
Позднее работал консультантом у египетского президента Гамаля Абделя Насера и аргентинского президента Хуана Перона.
Советский писатель Юлиан Семёнов утверждал, что во время своих заграничных путешествий, находясь в Испании периода диктатуры Франко (по другим источникам, позднее — в 1974 году), встречался с Отто Скорцени и даже брал у него интервью.
Скончался от рака 6 июля 1975 года в Мадриде.

## Труды
- Отто Скорцени. Диверсия — моё ремесло.
- Отто Скорцени. Неизвестная война.
- Отто Скорцени. [fictionbook.ru/author/skorceni_otto/sekretniye_zadaniya_rsha/skorceni_sekretniye_zadaniya_rsha.html Секретные задания РСХА].

## Киновоплощения
- 1969 — Освобождение — Флорин Пьерсик
- 1977 — Солдаты свободы — Бруно Оя
- 1979 — Осенний марафон — Георгий Данелия (офицер в кинофильме, который смотрят Бузыкины)
- 1985 — Битва за Москву
- 1985 — Mussolini: The Untold Story (США) телесериал — Вольф Калер
- 1985 — Mussolini and I (Франция, Италия, Германия) — Харальд Дитл
- 2006 — Главный калибр — Влад Дёмин
- 2009 — Приказано уничтожить! Операция: «Китайская шкатулка» — Юрий Сирман
- 2010 — Поединки. Фильм 4 — Яромир Дулава
- 2010 — Покушение — Анатолий Котенёв
- 2011—2015 — «Danger 5» (сериал, Австралия) — Натан Кейн
- 2012 — Смерть шпионам: Операция «Лисья нора» — Карл Ахляйтнер
- 2017 — Охота на дьявола — Евгений Карпов
- 2021 — Ягуар — Штефан Вейнерт